# Quirino Toccaceli
Quirino Toccaceli (talora indicato come Toccacelli; Roma, 25 dicembre 1916 – Roma, 24 maggio 1982) è stato un ciclista su strada italiano.
Professionista e indipendente dal 1940 al 1950, vinse il titolo nazionale indipendenti 1942, il Giro del Lazio 1943 e la Milano-Mantova 1947.
Era fratello minore di Edmondo Toccaceli, anch'egli ciclista.

## Carriera
Attivo come allievo e dilettante con l'A.S. Roma e il G.S. Dopolavoro MATER, ottenne numerosi successi nelle corse del centro Italia. Nel 1940 debuttò da indipendente, partecipando al suo primo Giro d'Italia; nel 1942 vinse il titolo nazionale nella categoria indipendenti, e fu secondo al Trofeo Moschini e terzo al Giro di Lombardia.
Gareggiò da professionista a partire dal 1943, vestendo le maglie di Olmo, Arbos e Viscontea, ottenendo diversi altri risultati di rilievo, tra questi le vittorie nel Giro del Lazio 1943 e alla Milano-Mantova 1947 e i terzi posti alla Milano-Sanremo 1943, al Giro di Campania 1945 e al Gran Premio Industria e Commercio di Prato 1946. Concluse la carriera agonistica nel 1950.

## Palmarès
- 1938 (A.S. Roma)

Gran Premio Roma - Coppa Elisa Ferretti
Coppa La Tribuna - Falconara
Coppa Brunaccioli - Gran Premio Bini
Coppa Cambellotti
Coppa Aldo Grossi
Roma-Tagliacozzo-Roma
Coppa Brilli Peri
- 1939 (G.S. Dopolavoro MATER)

Coppa MATER
Coppa Leopoldo Bozzi
- 1940 (G.S. Dopolavoro MATER)

Coppa Luigi Secli
- 1942 (Milizia Postelegrafonici)

Campionati italiani, Prova in linea Indipendenti
- 1943 (Olmo)

Giro del Lazio
- 1945 (C.V. Appio)

Coppa Corradini
Circuito Valle del Liri
3ª tappa, 1ª semitappa Giro delle Quattro Provincie (Terni > Rieti)
- 1946 (G.S. Postelegrafonico Roma)

Circuito Valle del Liri
- 1947 (Olmo)

Milano-Mantova

## Piazzamenti

### Grandi Giri
- Giro d'Italia

1940: ritirato
1946: ritirato
1947: 32º
1948: 25º

### Classiche monumento
- Milano-Sanremo

1943: 3º
1946: 49º
- Giro di Lombardia

1942: 3º
1945: 9º
1948: 67º